# New Washington (Indiana)
Pour les articles homonymes, voir New Washington.
New Washington est une census-designated place située dans le comté de Clark, dans l’État de l'Indiana, aux États-Unis. Lors du recensement de 2020, elle compte 595 habitants.